# Matematikkens filosofi
 Denne artikel bør gennemlæses af en person med fagkendskab for at sikre den faglige korrekthed.

 Der er for få eller ingen kildehenvisninger i denne artikel, hvilket er et problem. Du kan hjælpe ved at angive troværdige kilder til de påstande, som fremføres i artiklen.

Matematikkens filosofi  eller matematikfilosofi stiller nogle af de for matematikken mest grundlæggende spørgsmål, nemlig hvad er matematik og hvordan skal matematikken anvendes. Matematikkens filosofi er lige så gammel som filosofien og matematikken selv. 
Man kan tale om forskellige skoler inden for den filosofiske matematik.

## Platonisme eller matematisk realisme
Platonismen/realismen lærer at matematikken eksisterer i sin egen verden, parallelt med vores verden. Det er let at slutte sig til dette af at matematikken dukker op i så godt som alle andre videnskaber. Grundsynet er altså at matematikken er noget som allerede findes og som udforskes af matematikere – en matematiker opdager altså en vis matematisk sammenhæng på samme måde som en opdagelsesrejsende opdager et nyt kontinent. Ligheden med Platons idéverden i forhold til hvilken vores egen verden bare er en skyggeverden, er nærliggende. Aksiomer er inden for realismen analoge til den fysiske verdens naturlove.
Problemet med denne holdning er at man da må forklare hvilken slags verden matematikken eksisterer i, og hvordan den egentlig forholder sig til vores fysiske verden.
Kendte platonister/realister er Pythagoras, Kurt Gödel og Gottlob Frege

## Formalisme
Formalismen lærer at matematikken i bund og grund handler om symbolmanipulationer, dvs. forskellige regler for at operere med symboler efter visse grundantagelser. De grundlæggende antagelser er aksiomer som gennem manipulationer efter visse regler omformes til sætninger. Man kan på den måde sammenligne matematikken med et spil, for eksempel skak, hvor brikkerne flyttes efter bestemte regler.
Formalismen stiller ikke samme krav om almengyldighed som platonismen: man kan forkaste aksiomer og afledningsreglerne, de er ikke "naturlove", og der findes ingen "perfekt" aksiomstruktur. Inden for formalismen findes altså ingen hård kobling mellem videnskaben og matematikken; det forholder sig blot sådan at strukturer inden for begge ligner hinanden; der findes ingen platonsk idéverden "bagved" den fysiske verden.
En stadig udfordring for formalismen er Kurt Gödels ufuldstændighedssætning.
Kendte formalister er David Hilbert og Haskell Curry.

## Logicisme eller logistik
Logicismen/Logistiken lærer at matematik er det samme som logik og kan afledes af denne. Dette syn blev fremført af Bertrand Russell og Alfred North Whitehead i Principia Mathematica, hvis mål var endegyldigt at sammenføre den filosofiske logik og matematikken. Denne disciplin er nu i det væsentlige uddød. – Man må ikke forveksle logistik i denne betydning med det økonomisk-matematiske begreb logistik.

## Konstruktivisme og intuitionisme
Konstruktivisme og intuitionisme inden for matematikken anser at kun matematiske begreber som eksplicit kan konstrueres tilhører og skal studeres inden for matematikken. Der råder imidlertid en vis uenighed om hvad "konstrueres" i denne sammenhæng egentlig indebærer. Konstruktivisme må imidlertid ikke forveksles med den påholdenhed som flertalet af matematikere udviser ved anvendelsen af udvalgsaksiomet. Udvalgsaksiomet er tværtimod temmelig harmløst for en konstruktiv matematiker – det er endog af og til bevisligt.
En kendt tilhænger er Luitzen Egbertus Jan Brouwer.
Intuitionismen bygger på Kants konstruktivistiske erkendelsesteori for matematikken. Kant mener at mennesket aldrig kan se tingene som de er i sig selv. At verden er rumlig, mener Kant, er et træk ved den menneskelige anskuelse - ikke (nødvendigvis) ved verden i sig selv. Matematikeren undersøger, ifølge Kant, anskuelsesformerne tid og rum - aritmetikken bygger på den tidslige anskuelse, mens geometrien bygger på den rumlige anskuelse. Hvor nogle tidligere tænkere (særligt Hume) mente at matematikken blot er ren begrebsanalyse, og dermed en form for tom viden (som Kant kaldte analytisk og Hume kaldte Relations of Ideas), mente Kant at matematiske sætninger indeholder egentlig viden (hvad han kaldte syntetisk, og som Hume kaldte Matters of Fact). Som eksempel nævner Kant bl.a. at matematikeren bliver nødt til at konstruere en trekant for at indse at vinkelsummen nødvendigvis er 180 grader - det ligger ikke allerede i begret om en trekant og en vinkel (se Kritik af den rene fornuft). Kants teori forklarer også hvorfor vores matematik passer så godt med hvordan vi opfatter verden - matematikken er jo netop undersøgelsen af vores anskuelse!
Hvor Kant mente at matematikken bygger på den tidslige og rumlige anskuelse, mente Brouwer kun at matematikken bygger på den tidslige anskuelse.

## Kognitive teorier
Kognitive teorier ser matematikken som en intern funktion i den menneskelige bevidsthed, og en naturlig følge af vores perceptive formåen. Man kan eksempelvis vise at hjernen reagerer stærkt på geometriske genstande som rette linjer, mens uregelmæssige genstande ikke giver anledning til samme tydelige reaktionsmønster. Den ser altså matematikken som i det væsentlige underordnet biologien. Matematikken skulle altså være et elektrokemisk fænomen i den menneskelige hjerne.

## Socialkonstruktivisme
Den socialkonstruktivistiske skole anser at matematikken skal betragtes som et socialt fænomen, en del af samfundet, og at dets indre logik føljer samme mønster som andre videnskabelige processer. En fremtrædende socialkonstruktivist er David Bloor.